# Road to the Riches
Road to the Riches è l'album di debutto del duo statunitense formato dal rapper Kool G Rap e dal producer DJ Polo, pubblicato il 14 marzo del 1989. Prodotto da Marley Marl, l'album è distribuito dalla Warner Bros. Records per i mercati di Stati Uniti, Canada ed Europa. Nel 1995 è ridistribuito nel mercato statunitense dalla Cold Chillin'. Nel 2006 la Traffic Entertainment Group lo distribuisce nuovamente per il mercato statunitense e nel 2017 Omerta Inc lo commercializza per il solo mercato britannico.
L'album è degno di nota in quanto dà il via alla tendenza del mafioso rap – spesso è considerato come punto di partenza del genere – con la title track Road to the Riches più volte trasmessa dal programma televisivo Yo! MTV Raps e in seguito inserita nel videogioco Grand Theft Auto: San Andreas. Tuttavia, la maggior parte delle tracce non hanno testi relativi al crimine. Nel 1998, l'album è stato inserito tra i migliori 100 del genere rap secondo la rivista The Source.

## Ricezione e critica
Raggiunge la ventiseiesima posizione nella classifica riservata alle produzioni R&B/Hip-Hop, ottenendo un grande successo da parte della critica e minor seguito a livello commerciale.
AllMusic recensisce l'album con quattro stelle su cinque scrivendo: «[...] ci sono diversi momenti che contribuiscono a rendere questo debutto straordinario. Alcuni occasionali testi omofobi e contro le donne, assieme a qualche sfumatura di produzione non invecchiata molto bene, sono gli unici ostacoli.» Il critico Christgau si esprime diversamente: «[...] questo è Marley Marl al suo meglio enciclopedico [...] ma c'è troppa vanteria, troppi soldi, troppa baldoria, non importa quanto ridicola. [Kool] G [Rap] dovrà essere un genio, e non solo il nuovo duro dell'isolato, per sfuggire al suo ghetto.»
| Recensione                | Giudizio |
| ------------------------- | -------- |
| AllMusic                  | [ 1 ]    |
| Robert Christgau          | B+       |
| Rolling Stone             | [ 4 ]    |
| Rolling Stone Album Guide | [ 5 ]    |
| RapReviews                | [ 6 ]    |

## Tracce
I testi sono tutti di Kool G Rap e Marley Marl.
1. Road to the Riches – 4:48
2. It's a Demo – 4:27
3. Men at Work – 5:02
4. Truly Yours – 5:07
5. Cars – 3:07
6. Trilogy of Terror – 2:40
7. She Loves Me, She Love Me Not – 5:21
8. Cold Cuts – 3:52
9. Rhymes I Express – 3:47
10. Poison – 4:45
11. Butcher Shop – 3:44

Durata totale: 46:40

## Classifiche

### Classifiche settimanali
| Classifica (1989)         | Posizione massima |
| ------------------------- | ----------------- |
| US Top R&B/Hip-Hop Albums | 26                |